# 馬塞多尼亞 (密蘇里州)
馬塞多尼亞（英語：Macedonia）是位於美國密蘇里州費爾普斯縣的鬼鎮。

## 歷史
馬塞多尼亞的郵局於1890年設立，其後於1917年停運。

## 地理
馬塞多尼亞所處的海拔為高於海平面275米（即902英呎），而該地所採用的時區為UTC-6，即北美中部時區（CST）。同時該地設有夏令時間，為UTC-6調快一小時，即UTC-5（CDT）。